# Google Segui Babbo Natale
Google Segui Babbo Natale (in inglese Google Santa Tracker) è un programma annuale di monitoraggio di Babbo Natale lanciato per la prima volta nel 2004 da Google LLC che consente agli utenti di monitorare l'itinerario di Babbo Natale alla vigilia di Natale utilizzando la tecnologia radar e dati GPS. Il sito consente inoltre agli utenti di giocare, guardare e imparare attraverso piccole attività che vengono aggiunte all'inizio di dicembre. È ispirato a NORAD Tracks Santa, che opera dal 1955. Questo sito fornisce dati precisi sulla posizione di Babbo Natale. Nel 2024 (secondo questo sito) Babbo Natale ha consegnato 7,7 miliardi di regali in tutto il mondo.

## Storia
All'inizio del 2004, Google notò il servizio NORAD Tracks Santa e dichiarò di pensare che sarebbe stato meglio per gli utenti se si potesse visualizzare dove si trova attualmente Babbo Natale. Così, nel 2004, dopo che Keyhole, Inc. fu acquisita da Google, seguirono Babbo Natale nel "Keyhole Earth Viewer" (il nome originale di Google Earth) e lo chiamarono "Keyhole Santa Radar". Il pubblico era piccolo perché Keyhole era a pagamento. Dal 2007 al 2011, Google collaborò con NORAD per il programma NORAD Tracks Santa.
Nel 2019, al suo 15º anniversario, Segui Babbo Natale ha aggiunto diverse funzionalità per studenti ed educatori. Il 1º  dicembre 2019, il sito web ha lanciato una suite di giochi e piani di lezione sulle nozioni di base di programmazione e sulle tradizioni natalizie in tutto il mondo. Il sito contiene anche informazioni sulle organizzazioni no profit Khan Academy e Code.org. Dal 2019 Google Segui Babbo Natale consente inoltre agli utenti di utilizzare l'Assistente Google per chiamare Babbo Natale o ascoltare una storia di Natale.
Dal 2020 al 2021, durante la pandemia di COVID-19, Babbo Natale, Mamma Natale e i folletti erano raffigurati con le mascherine.

## Caratteristiche
Ogni vigilia di Natale, Google Segui Babbo Natale inizia a rintracciare Babbo Natale verso mezzanotte nel fuso orario est più lontano. La mappa mostra Babbo Natale alternarsi tra viaggiare e distribuire regali nelle città. I contatori mostrano agli spettatori quanto ha viaggiato Babbo Natale, e quanto tempo ha impiegato per raggiungere le città, la distanza dalla città dello spettatore e il numero totale di regali consegnati. Babbo Natale ha aiutanti con lui, tra cui renne ed elfi, insieme a pinguini e un pupazzo di neve.
Per ogni città visitata da Babbo Natale, fino al 2018 erano mostrati i primi paragrafi del corrispondente articolo di Wikipedia, che offrivano una panoramica della città. Il sito web mostra anche foto con la città sullo sfondo e Babbo Natale o i suoi aiutanti in primo piano. La temperatura della città era data con precisione usando i dati di The Weather Channel che non usa più nel sito dal 2019. Non tutte le grandi città vengono visitate; alcune grandi città vicine ad altre grandi città vengono saltate, mentre le città più piccole che sono lontane da qualsiasi altro luogo popolato vengono occasionalmente presentate. Anche quando Babbo Natale viaggia, il contatore che mostra i regali consegnati aumenta, ma a un ritmo più lento rispetto a quando Babbo Natale è in città.
Il sito del 2017 presentava anche altre foto che portavano l'etichetta "Ultime notizie". Assomigliavano a foto scattate su siti di social media e le foto erano di solito di Babbo Natale e dei suoi aiutanti che facevano varie cose, tra cui Babbo Natale e i suoi aiutanti che imitavano la copertina di Abbey Road, Babbo Natale che consegnava regali e Babbo Natale e un elfo che facevano un selfie. Gli utenti possono anche guardare video e giocare.
Segui Babbo Natale è bloccato fino al 24 dicembre. Tuttavia, i visitatori del sito possono interagire con i giochi e i piani delle lezioni nel Villaggio di Babbo Natale per tutto l'anno. E dal 12 dicembre 2023 (inizialmente l'8) è disponibile un nuovo gioco.